# Национальная организация русской молодёжи
Национальная организация русской молодёжи (акрон. НОРМ) — созданная в нацистской Германии в 1939 году национал-социалистическая организация русскоязычной молодёжи. Была аналогична немецкой организации Гитлерюгенд. Лидером был коллаборационист и национал-монархист С. В. Таборицкий.

## История
Создана при бюро генерала Бискупского заместителем начальника бюро С. В. Таборицким и под непосредственным контролем СС.
Согласно воспоминаниям Р. В. Полчанинова:

С первого дня НОРМ была в ведении гитлерюгендов, а возглавил её Сергей фон Таборицкий, женатый на немке, доверенное лицо нацистов… Таборицкому нужен был человек, который фактически бы вёл работу с молодёжью, для чего у него не было ни знаний, ни опыта, ни времени. Таборицкий знал, что Иван Александрович Мелких, не будучи немецким подданным, пошёл добровольно на рабочую службу (Arbeitdienst)… В его глазах это было знаком лояльности к Германии, и поэтому выбор Таборицкого остановился на Мелких, человеке умном, энергичном и амбициозном, который согласился быть у Таборицкого начальником штаба берлинского НОРМ
Вначале основу НОРМ составили юноши и девушки из «Берлинской дружины» не моложе 16 лет, позднее в неё влились представители русских молодёжных организаций из стран, занятых немецкой армией, НОРР из Франции, НОРС-Р из Югославии и другие.
Члены НОРМ-УВР собирались на регулярные лагеря-слёты. Последний из них состоялся в августе-сентябре 1944 года близ Филлаха (Австрия). 5 ноября 1944 года НОРМ приняла участие в состоявшемся в Троппау Конгрессе русской молодёжи, на котором произошло её формальное включение в Союз молодёжи народов России при КОНРе.
Члены НОРМ носили собственную униформу — чёрные косоворотки навыпуск с широкими погонами.
С организацией НОРМ тесно работали СС и Абвер, отбиравшие в рядах НОРМ русскую молодёжь для засылки в качестве диверсантов в советский тыл во время войны. 
После окончания Второй мировой войны часть членов НОРМ была возвращена в СССР и репрессирована. Оставшиеся члены остались в эмиграции.
Лидеры организации
- Сергей Таборицкий
- Иван Мелких
- Виктор Ларионов